# Freestyle Master Series
La Freestyle Master Series, comúnmente conocida como FMS, es una liga profesional de improvisación de estilo libre que enfrenta a 10 freestylers (las temporadas 2022/23 y 2023/24 estuvieron conformadas por 12 participantes. A partir de la temporada 2024/25 se optó por regresar al formato original de 10 participantes) de un mismo país (o con residencia en ese país), con excepción de la edición Internacional.
En un año, cada rapero se enfrentará a cada uno de sus oponentes en una batalla, en la que se votarán por él, puntos; en función de los resultados del enfrentamiento y lo que hayan votado los jurados de la Freestyle Master Series, teniendo en cuenta el flow, las skills, la puesta en escena, el punchline y muchos otros detalles.
Al final de cada temporada, el freestyler con la puntuación más alta es coronado como campeón, mientras que algunos de los que tuvieron menor puntuación descienden de categoría y son reemplazados por otros.

## Historia
Impulsado por el crecimiento de la improvisación de estilo libre y el aumento de competiciones en países hispanohablantes durante la década de 2010, The Urban Roosters desarrolló un sistema de clasificación para los participantes, basado en el modelo de otros rankings deportivos, como el Ranking ATP del tenis.[cita requerida] Este sistema permitía registrar los resultados de los competidores en distintos eventos de freestyle celebrados en España, con el objetivo de establecer un orden cuantificable de desempeño.[cita requerida]
En el marco de este proceso de sistematización, se seleccionó a los diez freestylers más activos y con mejores resultados en el país para formar una liga profesional con formato de competencia todos contra todos. Este proyecto se concretó en 2017 con la realización de la primera edición de la Freestyle Master Series en España. Posteriormente, el formato fue adoptado en otros países: en 2018 se implementó en Argentina, en 2019 se expandió a Chile y México, y en 2020 se introdujo en Perú, aunque la temporada se disputó a inicios de 2021 debido a la pandemia de COVID-19.
La expansión continuó en los años siguientes con el inicio de la liga en Colombia en 2022 y en el Caribe en 2023. En 2024, se estableció una edición en Brasil, convirtiéndose en la primera liga de FMS en un país no hispanohablante. Ese mismo año se lanzó la FMS World Series, una competencia internacional que reúne a los campeones de las distintas ediciones nacionales.

## MC's
| Argentina     | - Abel - Dani - Dybbuk - Exe - Mecha - MP - Rife - Sophia - Stuart - Teorema                                |
| Brasil        | - Big Mike - Bl4ck - Japa - Kaemy - Magrão - Martzin - Neo BXD - Winnit - WM - Youngui                      |
| Caribe        | - Eros - Éxodo Lirical - Replik - Reverse - SNK - Zaki                                                      |
| Chile         | - Acertijo - Basek - CTZ - Elemece - El Menor - Drose - Kodigo - Metalingüistica - Mnak - Pepe Grillo       |
| Colombia      | - Chang - Fat N - Filósofo - Gazir - Larrix - Lil White - Pandora - Puppy - Skill - Valles-T                |
| España        | - Alek - Arkano - Barón - Chuty - El Jincho - Fabiuki - Nez - Nitro - Sweet Pain - Zasko                    |
| Internacional | |
| México        | - Atril - Azuky - Jony Beltrán - Lobo Estepario - Marithea - Rapder - RC - Skone - Xhavez - Vijay Wanjaraku |
| Perú          | - Black Code - Formula - Katacrist - KG - Papicha - Xplain - Venti                                          |
| World Series  | - Aczino - Azuky - Chuty - El Menor - Dani - Gazir - Jony Beltrán - Lokillo - Teorema - Zasko               |

## Reglas
El reglamento de la FMS se puede resumir en 9 puntos principales:
1. Victoria: 3 puntos.
2. Victoria tras réplica: 2 puntos.
3. Derrota: 0 puntos.
4. Derrota tras réplica: 1 punto.
5. El primer puesto se corona como campeón de la FMS.
6. El puesto 9° y 10° descienden directamente (A partir de la temporada 2021 el puesto 11 y 12 descienden directamente).
7. El puesto 8° (el puesto 9° y 10.º desde la temporada 2021) disputa una batalla eliminatoria contra el 3° puesto (y el puesto 4° desde la temporada 2021) del ranking de ascenso, si gana, se mantiene, si pierde, desciende.
8. Los ascensos se rigen según el ranking de ascenso de Urban Roosters.
9. Del ranking de ascenso, el 1° y 2° puesto ascienden directamente.

## Campeones
Hasta el momento se han realizado 7 temporadas de la FMS en España, habiéndose realizado un total de 7 en España al ser la primera y menos en el resto, pues empezaron más tarde. La tabla de todos los campeones de Freestyle Master Series sería de la siguiente forma:
| Temporada | España | Argentina | Chile    | México         | Perú  | Colombia | Caribe | Brasil | Internacional | World Series |
| --------- | ------ | --------- | -------- | -------------- | ----- | -------- | ------ | ------ | ------------- | ------------ |
| 2017      | Chuty  | -         | -        | -              | -     | -        | -      | -      | -             | -            |
| 2018      | Chuty  | Wos       | -        | -              | -     | -        | -      | -      | -             | -            |
| 2019      | Chuty  | Trueno    | Teorema  | Aczino         | -     | -        | -      | -      | Aczino        | -            |
| 2020/21 * | Bnet   | Stuart    | Nitro    | Rapder         | Jaze  | -        | -      | -      | Gazir         | -            |
| 2022/23   | Gazir  | Papo      | Nitro    | Aczino         | Jaze  | Valles-T | -      | -      | Chuty         | -            |
| 2023/24   | Gazir  | Larrix    | El Menor | Lobo Estepario | Skill | Valles-T | Letra  | -      | Larrix        | -            |
| 2024/25   | Chuty  | Mecha     | El Menor | Rapder         | Skill | Chang    | Kodigo | Jotapê | Aczino        | Chuty        |
| 2025/26   | -      | -         | -        | -              | -     | -        | -      | -      | -             | -            |

* Debido a dificultades logísticas derivadas de la Pandemia de Covid-19, la FMS 2020 se alargó hasta parte del año siguiente, provocando un desfase en las temporadas que se ha mantenido hasta el día de hoy.
| Títulos por MC  | Títulos por MC | Títulos por MC | Títulos por MC | Títulos por MC | Títulos por MC | Títulos por MC | Títulos por MC | Títulos por MC |   |
| MC              | Nacional       | Nacional       | Internacional  | Internacional  | World Series   | World Series   | Total          | Total          |   |
| --------------- | -------------- | -------------- | -------------- | -------------- | -------------- | -------------- | -------------- | -------------- | - |
| MC              | Chuty          | 4              | 2              | 1              | 1              | 1              | -              | 6              | 3 |
| Aczino          | 2              | -              | 2              | -              | -              | 1              | 4              | 1              |   |
| Gazir           | 2              | 2              | 1              | -              | -              | -              | 3              | 2              |   |
| Larrix          | 1              | 1              | 1              | -              | -              | -              | 2              | 1              |   |
| El Menor        | 2              | -              | -              | 1              | -              | -              | 2              | 1              |   |
| Nitro           | 2              | 1              | -              | -              | -              | -              | 2              | 1              |   |
| Jaze            | 2              | -              | -              | -              | -              | -              | 2              | 0              |   |
| Valles-T        | 2              | -              | -              | -              | -              | -              | 2              | 0              |   |
| Skill           | 2              | -              | -              | -              | -              | -              | 2              | 0              |   |
| Rapder          | 2              | -              | -              | -              | -              | -              | 2              | 0              |   |
| Mecha           | 1              | 1              | -              | 1              | -              | -              | 1              | 2              |   |
| Chang           | 1              | 2              | -              | -              | -              | -              | 1              | 2              |   |
| Papo            | 1              | 2              | -              | -              | -              | -              | 1              | 2              |   |
| Kodigo          | 1              | -              | -              | 1              | -              | -              | 1              | 1              |   |
| Lobo Estepario  | 1              | 1              | -              | -              | -              | -              | 1              | 1              |   |
| Bnet            | 1              | -              | -              | -              | -              | -              | 1              | 0              |   |
| Wos             | 1              | -              | -              | -              | -              | -              | 1              | 0              |   |
| Trueno          | 1              | -              | -              | -              | -              | -              | 1              | 0              |   |
| Stuart          | 1              | -              | -              | -              | -              | -              | 1              | 0              |   |
| Teorema         | 1              | -              | -              | -              | -              | -              | 1              | 0              |   |
| Letra           | 1              | -              | -              | -              | -              | -              | 1              | 0              |   |
| Marithea        | -              | 3              | -              | -              | -              | -              | 0              | 3              |   |
| Acertijo        | -              | 3              | -              | -              | -              | -              | 0              | 3              |   |
| Skone           | -              | 3              | -              | -              | -              | -              | 0              | 3              |   |
| RC              | -              | 2              | -              | -              | -              | -              | 0              | 2              |   |
| Stick           | -              | 2              | -              | -              | -              | -              | 0              | 2              |   |
| Tirpa           | -              | -              | -              | 1              | -              | -              | 0              | 1              |   |
| Walls           | -              | 1              | -              | -              | -              | -              | 0              | 1              |   |
| MKS             | -              | 1              | -              | -              | -              | -              | 0              | 1              |   |
| Nekroos         | -              | 1              | -              | -              | -              | -              | 0              | 1              |   |
| Metalingüística | -              | 1              | -              | -              | -              | -              | 0              | 1              |   |
| Basek           | -              | 1              | -              | -              | -              | -              | 0              | 1              |   |
| MP              | -              | 1              | -              | -              | -              | -              | 0              | 1              |   |
| Reverse         | -              | 1              | -              | -              | -              | -              | 0              | 1              |   |
| Black Code      | -              | 1              | -              | -              | -              | -              | 0              | 1              |   |

- (  ): Campeón
- (  ): Subcampeón